# Gilbert Pede
Pour les articles homonymes, voir Pede.
Gilbert Felix Cornelus Pede, né le 10 mars 1911 et décédé le 9 octobre 1977 fut un homme politique démocrate chrétien belge.
Pede fut employé.
Il fut désigné sénateur provincial de la province de Flandre-Orientale (1954-1971).

## Sources
- Bio sur ODIS